# タチソ
タチソ（たちそ）は、太平洋戦争末期の1944年11月より大阪府高槻市大字成合の山中で掘削と建設が進められた地下坑道・工場跡である。当初は中部軍司令部の地下壕として、1945年2月から陸軍機の三式戦闘機（飛燕）のエンジン「Ha-140（ハ140型）」を製造する川崎航空機の高槻地下工場として建設が進められ、旋盤などの各種工作機械や発電機の搬入と設置も進み、同年8月20日より稼働予定だったが、8月15日に終戦を迎え、未完・未稼働のまま放棄された。
タチソという呼称は、この設備に陸軍が附したコードネーム（暗号名）で、「高槻（タカツキ）地下（チカ）倉庫（ソウコ）」の頭文字から取られた呼称。秘密施設として建設が進められたため、終戦後に施設の土地建物の管理を引きついだ大蔵省理財局の記録、建設に動員された人々や地元住民らによる当時の記録や回想などで呼称が一定していないが、地元高槻市で長年この戦争遺跡の保存運動に従事してきた市民団体による紹介
により、コードネームの「タチソ」や、このコードネームの元となった「高槻地下倉庫」という呼称が広く知られるようになった。
檜尾川を挟んだ東西の丘の中腹で掘削が進められたが、戦後、東側トンネル群は採石場として開発されて大部分が開削され、または埋没して消滅し、現在は西側トンネル群十数坑が現存している。

## 成合が選ばれた理由
成合地区は比較的、過疎地区であるため